# Kathanhaus

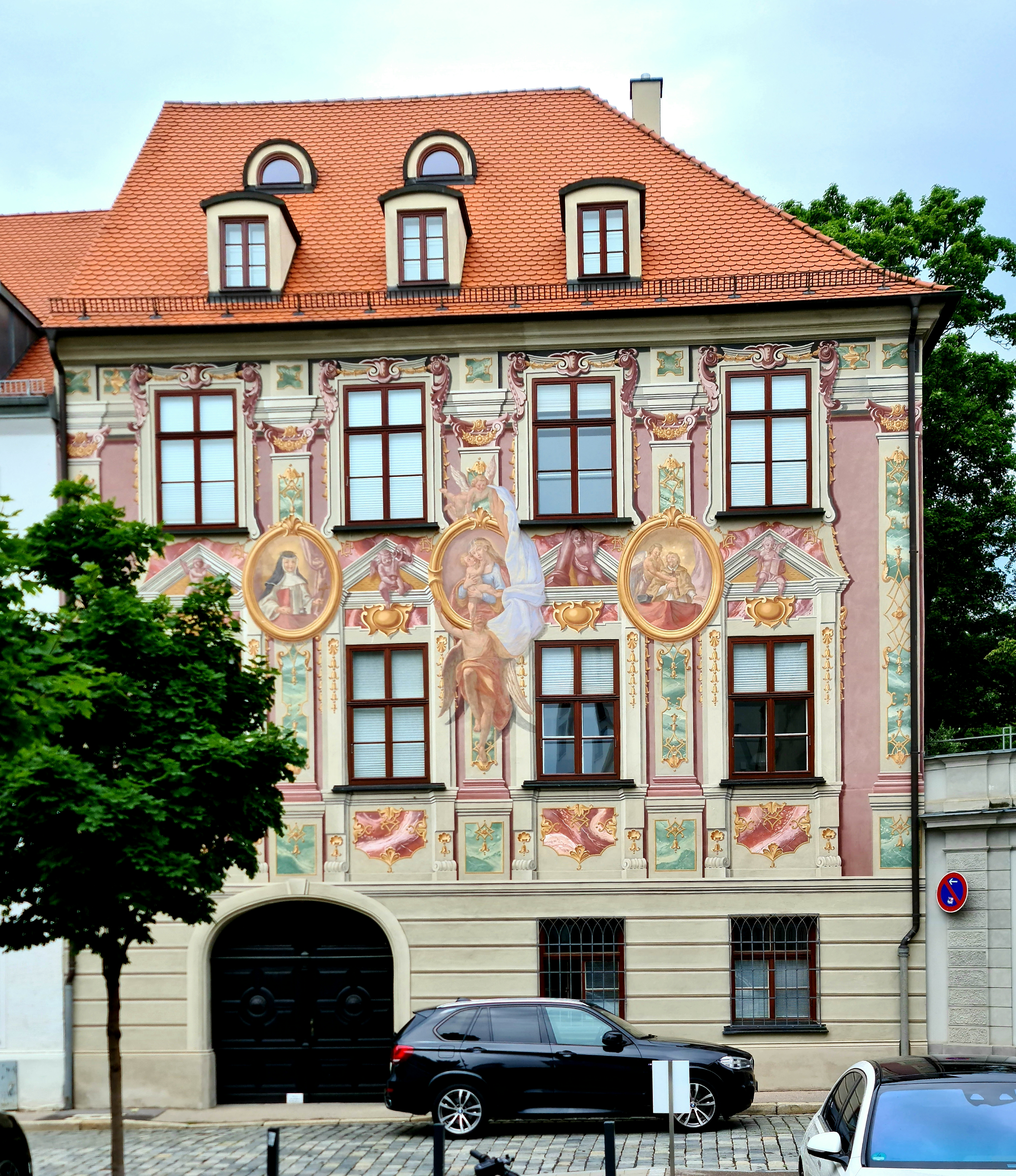
Das Kathanhaus

Das Kathanhaus (auch Kathan-Haus geschrieben) ist ein Bürgerhaus in der Innenstadt von Augsburg in der Kapuzinergasse 10. Das im Kern aus dem 17. Jahrhundert stammende Gebäude fällt durch seine prächtige Rokoko-Fassadenmalerei auf. Es ist ein geschütztes Baudenkmal im Stadtbezirk Augsburg-Innenstadt, St. Ulrich–Dom.
Im Rokoko war diese Art der Fassadenbemalung für Augsburg charakteristisch. Das Kathanhaus ist eines der wenigen bis heute erhaltenen Beispiele und wird deshalb gern bei Stadtführungen gezeigt. Es lässt erahnen, wie die bemalten Häuser des 18. Jahrhunderts in Augsburg einmal ausgesehen haben dürften. Die Bemalung ist allerdings nicht mehr original.

## Lage
Zwischen der Konrad-Adenauer-Allee und der Maximilianstraße spannen sich mehrere Straßen. Die Kapuzinergasse – benannt nach dem Kapuzinerkloster St. Franziskus und sel. Gualfardus – ist eine davon, und das Kathanhaus befindet sich etwa in der Mitte der Kapuzinergasse. Die Kapuzinergasse verläuft nicht ganz gerade, sondern macht einen zweifachen Knick. Wenn man von der Maximilianstraße kommend die erste Knickstelle erreicht hat, wird das Kathanhaus sichtbar, das sich am Ende dieses Straßenabschnitts an der zweiten Knickstelle befindet. Das Haus steht nicht frei, sondern auf Berührung mit seinen Nachbarhäusern (Kapuzinergasse 8 und 12).

## Beschreibung
Das Gebäude besitzt zwei dreigeschossige rechtwinklig zueinander stehende Flügel, wie ein spiegelverkehrtes L. Es trägt ein Walmdach mit Dachgauben. Zur Straße hat es eine gewölbte Tordurchfahrt. Im Westen befindet sich eine zweigeschossige Abseite mit Fachwerksattel und Aufzuggiebel.
Die reiche Fassadenmalerei aus der Zeit um 1750 schmückt nicht nur die Straßenseite des Gebäudes, sondern umfasst drei Seiten, auch die Gartenseite. Die Bilder zeigen religiöse und allegorische Themen.
Zum Baudenkmal gehört auch das Rückgebäude, ein zweigeschossiger Walmdachbau.

## Geschichte
Das genaue Datum der Erbauung ist unbekannt. Bis zum Jahr 1656 war laut dem Augsburger Grundbuch Johann Franz Fugger-Kirchberg Eigentümer des Bürgerhauses. Nach ihm besaßen es der „Leopold Fuggersche Hausmeister“ Hans Geiger und dessen Erben, ab 1683 der Schuster Hans Frank, ab 1687 der Zimmermann Tobias Haldenwanger und ab 1695 der Handelsherr Anton Eckart.
Der wohlhabende und kunstsinnige Kaufmann Johann Baptist Schger und seine Familie waren zwischen 1730 und 1770 die Hausbesitzer. In dieser Zeit erhielt das Gebäude seine prächtige Fassadenbemalung. Der Maler und das genaue Jahr der Bemalung sind unbekannt. Jedoch hatte Schger zuvor den auf Fresken spezialisierten Rokokomaler Johann Georg Bergmüller beauftragt, sein anderes Haus in der Maximilianstraße 65 (vormals der Gasthof „Zur Goldenen Krone“) zu bemalen. Es ist möglich, dass Bergmüller auch dieses Haus bemalte.
Im Jahr 1847 kam das Haus in den Besitz des Kaufmanns, Bunt- und Goldpapierfabrikanten Peter Kathan (1821–1893). Nach ihm trägt es bis heute seinen Namen. Die sich in der Folge anschließenden Besitzer sind hier nicht benannt.
Im Jahr 1902 fertigte der Maler August Brandes Nachzeichnungen aller drei bemalten Fassadenseiten an.
1946 wurde bei einer Bestandsaufnahme der Augsburger Gebäude nach dem Zweiten Weltkrieg festgestellt, dass ein größeres Putzstück an der Straßenseite bereits abgefallen war und weitere Teile nachzufolgen drohen.
In den Jahren 1960 und 1961 wurde die Fassadenmalerei von dem aus Marktoberdorf stammenden Künstler Ludwig Magnus Holler „restauriert“. Dabei wurde, in krasser Verletzung des heutigen Leitbildes „Erhaltung der Originalsubstanz“, einen perfektionistischen Schauwert anstrebend, die originale Substanz komplett durch neue ersetzt.
Zuletzt erwarb der Unternehmer Heinz Greiffenberger das Gebäude und ließ es umfassend und sorgsam sanieren. Er wurde dafür mit der Staatsmedaille für Denkmalschutz der Bayerischen Staatsregierung, ersten Preisen der Hypokulturstiftung und des Bezirks Schwaben sowie dem Friedrich-Prinz-Fonds (Augsburger Fassadenpreis) ausgezeichnet. Die Restaurierung der Fassaden erfolgte durch den Kleinaitinger Maler und Restaurator Franz Kugelmann.